# Международный союз электросвязи
Междунаро́дный сою́з электросвя́зи (МСЭ, англ. International Telecommunication Union, ITU) — международная организация, определяющая рекомендации в области электросвязи и радио, а также регулирующая вопросы международного использования радиочастот (распределение радиочастот по назначениям и по странам). Основан как Международный телеграфный союз в 1865 году, с 1947 года является специализированным учреждением ООН.
В МСЭ входит 193 страны и более 700 членов по секторам и ассоциациям (научно-промышленных предприятий, государственных и частных операторов связи, радиовещательных компаний, региональных и международных организаций).
Стандарты (точнее, по терминологии МСЭ — рекомендации, англ. Recommendations) не являются обязательными, но широко поддерживаются, так как облегчают взаимодействие между сетями связи и позволяют провайдерам предоставлять услуги по всему миру.

## История организации
Международный союз электросвязи — одна из старейших ныне существующих международных организаций. На момент создания МСЭ единственным средством электросвязи был электрический телеграф. С 1849 года телеграфная связь стала межгосударственной, и это потребовало достижения совместимости телеграфного оборудования, используемого в разных странах, параметров передаваемых сигналов, а также решения множества организационных, правовых (а иногда и политических) вопросов. Новая техника связи требовала новых международных договорённостей по вопросам, никогда ранее не стоявшим на повестке дня. Первая международная телеграфная конвенция и «Регламент телеграфной связи» были приняты двадцатью государствами, включая Россию, 17 мая 1865 года в Париже. Тогда же и был основан «Международный телеграфный союз» (фр. Union internationale du télégraphe).
В 1932 году «Международный телеграфный союз» в связи с развитием техники электросвязи был переименован в «Международный союз электросвязи», а в 1947 году он стал специализированным учреждением ООН.
В 1992 году была изменена структура МСЭ, было выделено 3 специализированных подразделения со своими функциями.

## Задачи МСЭ
Основной целью МСЭ является обеспечение для каждого человека лёгкого и доступного в ценовом отношении доступа к информации и связи, направленного на оказание ощутимого содействия в социально-экономическом развитии интересов всех людей. Это достигается либо путём разработки стандартов, используемых для создания инфраструктуры предоставления услуг электросвязи во всём мире, путём справедливого управления использованием радиочастотного спектра и спутниковых орбит, помогающих донести беспроводные услуги до каждого уголка мира, либо посредством предоставления поддержки странам в осуществлении их стратегий развития электросвязи. Целью Союза также является обеспечение и расширение международного сотрудничества в региональном использовании всех видов связи, совершенствование технических средств, их эффективная эксплуатация.
МСЭ на регулярной основе рассчитывает и публикует отчёт Индекс развития информационно-коммуникационных технологий в странах мира, Индекс развития ИКТ — комбинированный показатель, характеризующий достижения стран мира с точки зрения развития информационно-коммуникационных технологий (ИКТ). Индекс разработан в 2007 году на основе 11 показателей, которыми Международный союз электросвязи оперирует в своих оценках развития ИКТ. Индекс сводит эти показатели в единый критерий, который призван сравнивать достижения стран мира в развитии ИКТ и может быть использован в качестве инструмента для проведения сравнительного анализа на глобальном, региональном и национальном уровнях.

## Структура МСЭ
Штаб-квартира МСЭ находится в Женеве (Швейцария) рядом со зданием ООН. Руководящий орган — Полномочная конференция, которая созывается раз в четыре года и избирает Совет МСЭ в составе 46 членов, который проводит свои заседания ежегодно. Представители всех стран-членов МСЭ на Полномочной конференции (англ. Plenipotentiary Conference) определяют основные направления деятельности каждого сектора и формируют новые рабочие группы и утверждают план работ на следующие четыре года.
Текущая организационная структура МСЭ была определена в декабре 1992 г. и включает следующие подразделения:
- ITU-R (МСЭ-R) — Сектор радиосвязи. Является преемником МККР (CCIR) и МКРЧ (IFRB).
- ITU-T (МСЭ-Т) — Сектор стандартизации электросвязи. Является преемником МККТТ (CCITT).
- ITU-D (МСЭ-D) — Сектор развития электросвязи.

Все секторы имеют исследовательские комиссии.
Сектор стандартизации электросвязи (МСЭ-Т) в наибольшей степени связан (на данный момент) с волоконно-оптическими сетями. Сектор образован организациями пяти классов:
- класс A: национальные министерства и ведомства связи;
- класс B: крупные частные корпорации, занимающиеся связью;
- класс C: научные организации и предприятия, производящие оборудование связи;
- класс D: международные организации, в том числе международная организация по стандартизации (ISO);
- класс E: организации из других областей, но заинтересованные в деятельности сектора.

## Руководство
| Директора               | Директора              | Директора        | Директора |
| Фамилия                 | Вступление в должность | Уход с должности | Страна    |
| ----------------------- | ---------------------- | ---------------- | --------- |
| Луи Кюршо               | 1 января 1869          | 24 мая 1872      | Швейцария |
| Карл Ленди              | 24 мая 1872            | 12 января 1873   | Швейцария |
| Луи Кюршо               | 23 февраля 1873        | 18 октября 1889  | Швейцария |
| Огюст Фрай              | 25 февраля 1890        | 28 июня 1890     | Швейцария |
| Тимотеус Ротен          | 25 ноября 1890         | 11 февраля 1897  | Швейцария |
| Эмиль Фрей              | 11 марта 1897          | 1 августа 1921   | Швейцария |
| Анри Этьен              | 2 августа 1921         | 16 декабря 1927  | Швейцария |
| Йозеф Рабер             | 1 февраля 1928         | 30 октября 1934  | Швейцария |
| Франц фон Эрнст         | 1 января 1935          | 31 декабря 1949  | Швейцария |
| Генеральные секретари   |                        |                  |           |
| Леон Мулатье            | 1 января 1950          | 31 декабря 1953  | Франция   |
| Марко Андрада           | 1 января 1954          | 18 июня 1958     | Аргентина |
| Джеральд Гросс          | 1 января 1960          | 29 октября 1965  | США       |
| Манохар Баладжи Сарвате | 30 октября 1965        | 19 февраля 1967  | Индия     |
| Мохамед Эззедин Мили    | 20 февраля 1967        | 31 декабря 1982  | Тунис     |
| Ричард Батлер           | 1 января 1983          | 31 октября 1989  | Австралия |
| Пекка Тарьянне          | 1 ноября 1989          | 31 января 1999   | Финляндия |
| Иосио Уцуми             | 1 февраля 1999         | 31 декабря 2006  | Япония    |
| Хамадун Туре            | 1 января 2007          | 31 декабря 2014  | Мали      |
| Чжао Хоулинь            | 1 января 2015          | 31 декабря 2022  | КНР       |
| Дорин Богдан-Мартин     | 1 января 2023          | настоящее время  | США       |

## Стандарты МСЭ
См. также Категория:Рекомендации ITU-T.
- ASN.1
- MML
- Fax
- Virtual terminal
- TTCN
- Open Document Architecture
- Open Document Interchange Format
- ISDN
- GDMO
- CHILL
- CLNS
- Asynchronous Transfer Mode
- ADSL
- Common management interface protocol
- План нумерации
- H.263
- H.264
- E.164
- X.400
- X.500
- Сетевая модель OSI (это также стандарт ISO)
- XML Encoding Rules
- V.24
- V.92
- T.38
- P.563(объективная пассивная MOS оценка)
- Радиопрефикс